# Kajakarstwo na Letnich Igrzyskach Olimpijskich 1952 – K-1 10 000 m mężczyzn
Zawody w kajakarstwie klasycznym (K1) na dystansie 10000 m mężczyzn na Letnich Igrzyskach Olimpijskich 1952 zostały rozegrane 27 lipca. W zawodach wzięło udział 17 zawodników z 17 państw. Zawody składały się wyłącznie z finału.

## Rezultaty

### Finał
| Poz. | Zawodnik                | Reprezentacja     | Czas    |
| ---- | ----------------------- | ----------------- | ------- |
|      | Thorvald Strömberg      | Finlandia         | 47:22.8 |
|      | Gert Fredriksson        | Szwecja           | 47:34.1 |
|      | Michel Scheuer          | Niemcy            | 47:54.5 |
| 4    | Ejvind Hansen           | Dania             | 47:58.8 |
| 5    | Hans Martin Gulbrandsen | Norwegia          | 48:12.9 |
| 6    | Miloš Pech              | Czechosłowacja    | 48:25.8 |
| 7    | Iwan Sotnikow           | ZSRR              | 48:36.8 |
| 8    | Jochem Bobeldijk        | Holandia          | 49:36.2 |
| 9    | Alfred Schmidtberger    | Austria           | 49:45.6 |
| 10   | Pierre Derivery         | Francja           | 49:48.5 |
| 11   | Hilaire Deprez          | Belgia            | 50:20.6 |
| 12   | Geoffery Coyler         | Wielka Brytania   | 50:55.3 |
| 13   | Josip Lipokatič         | Jugosławia        | 51:01.3 |
| 14   | William Schuette        | Stany Zjednoczone | 52:44.6 |
| 15   | Aldo Albera             | Włochy            | 53:49.2 |
| 16   | Raymond Kamber          | Szwajcaria        | 54:57.3 |
| 17   | Léon Roth               | Luksemburg        | 56:02.9 |